# ميلر ريس هاتشيسون
ميلر ريس هاتشيسون (بالإنجليزية: Miller Reese Hutchison)‏ هو شخصية أعمال ومخترع أمريكي، ولد في 6 أغسطس 1876 في Montrose, Alabama ‏ في الولايات المتحدة، وتوفي في 16 فبراير 1944 في نيويورك في الولايات المتحدة.

## المعينات السمعية
قام هاتشيسون بتجميع جهاز سمعي كهربائي لأحد أصدقائه. كان يطلق عليه أكوفون عندما طوره لأول مرة في عام 1895. ينبع اهتمام هاتشيسون بالاختراع من صديق الطفولة ليمان غولد الذي كان أصمًا بسبب الحمى القرمزية. إلى جانب تدريبه في الهندسة، حضر هوتشيسون دروسًا في كلية الطب في ألاباما لدراسة تشريح الأذن. قام بتشكيل شركة أكوفون في ألاباما لتسويق الجهاز، لكن شكل الطاولة الأصلي الضخم لم يكن عمليًا.

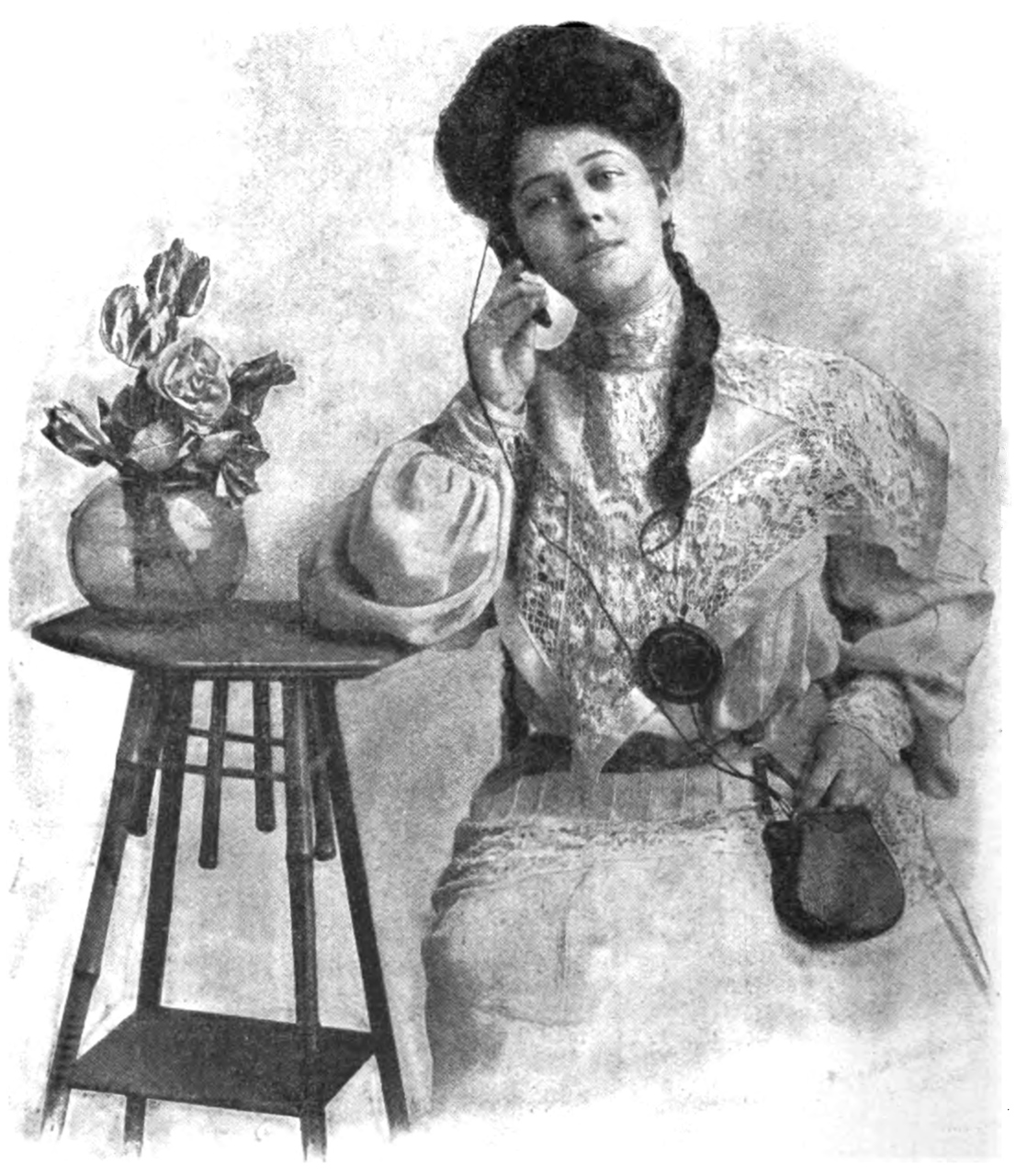
جهاز صوتي محمول عام 1906.

بعد الحرب الإسبانية الأمريكية، ذهب هوتشيسون إلى أوروبا للترويج لمعيناته السمعية. من المعروف أن العديد من أفراد العائلات المالكة يعانون من فقدان السمع الوراثي. كانت الملكة الدنماركية ألكسندرا سعيدة للغاية بالنتائج، ودعت هاتشيسون إلى حفل التتويج في عام 1902 عندما تُوِّج زوجها الملك إدوارد السابع. انتقل في هذا الوقت إلى مدينة نيويورك لمواصلة تحسين الجهاز واختراع أجهزة أخرى.
بحلول عام 1902، حسَّن جهاز السمع إلى شكل أكثر قابلية للحمل مدعوم بالبطاريات، ثم أطلق عليه اسم أكوستيكون. وصفت الصحافة الأمريكية الجهاز بأنه معجزة، وساعدت هاتشيسون في تنظيم الأحداث الدعائية، مثل تصوير مطربة أوبرا متروبوليتان سوزان آدامز وهي تغني لمن كانوا صم قبل استخدام الجهاز. عرض الجهاز في معرض شراء لويزيانا والمعرض العالمي في سانت لويس بميزوري في عام 1904. اكتشف خبراء طبيون أن الجهاز يملك العديد من العوائق. كان التردد والنطاق الديناميكي محدودين ولهذا لم يساعد الجهاز أولئك الذين يعانون من فقدان السمع الكلي. كانت البطاريات لا تزال ضخمة وتحتاج إلى التغيير في كثير من الأحيان. ومع ذلك، كان لا يزال يُنظر إليه على أنه أفضل معين سمعي مبتكر لغاية ذاك الوقت يعمل على مساعدة شبه صم. طور هاتشيسون  أجهزة أخرى سماها أكو- مسج (أعيد تسميته لاحقًا ليصبح ماساكون) وأكولاليون. عملت هذه الأجهزة الأخيرة على تحويل الصوت إلى اهتزازات لمساعدة من يعانون من فقدان سمع أكثر عمقًا. تم تبني هذه الأجهزة على نطاق واسع من قبل مدارس الصم في الولايات المتحدة وأوروبا.
في عام 1905، سلم هاتشيسون حقوق أكوستيكون إلى كيلي مونرو تورنر (1859-1927). حسن تورنر تلك المعينات السمعية بإضافة عنصر تحكم في مستوى الصوت مثلًا، وطبق التكنولوجيا على المنتجات الأخرى. أحدها كان الديكتوغراف، الذي كان عبارة عن نظام اتصال داخلي بين المكاتب دون استخدام اليدين. أعيد تسمية شركة تورنر العامة للصوتيات إلى شركة منتجات ديكتوغراف بسبب نجاحه السوق. كان أحد أجهزة التنصت الكهربائية الأولى يسمى ديتيكت ديكتوغراف، وهو جهاز أُعلِنَ عنه لأول مرة في عام 1910. استُخدِمَت تقنية الكربون للمعينات السمعية إلى أن استُبدِلت بالأنبوب المفرغ المصغر في أربعينيات القرن الماضي. لا تزال الإعلانات في عام 1947 تحمل اسم العلامة التجارية أكوستيكون، وتستحضر صورة تتويج الملكة ألكسندرا قبل 45 عامًا، حيث كانت أسماء النماذج كورونيشن وإمبريال.

## عائلته ووفاته
تزوج هاتشيسون من مارثا جاكمان بوميروي من مينيتونكا بمينيسوتا في نيويورك في 31 مايو من عام 1901. كان أطفالهم: ميلر ريس هاتشيسون (مواليد 1902) وهارولد بوميروي هاتشيسون (مواليد 1904) وخوان سيبالو هاتشيسون (مواليد 1906) وروبلي بوميروي هاتشيسون (مواليد 1908). توفي هاتشيسون فجأة في 16 فبراير عام 1944 في مدينة نيويورك. من المزاح الشائع (الذي يُنسب أحيانًا إلى مارك توين) أن هاتشيسون اخترع بوق كلاكسون ليصم الأشخاص حتى يضطروا إلى شراء الأكوستيكون. يقال إن هاتشيسون كان أحد أعظم مساهمات ألاباما في مجال العلم والاختراعات.